# تاريخ الحمى الصفراء

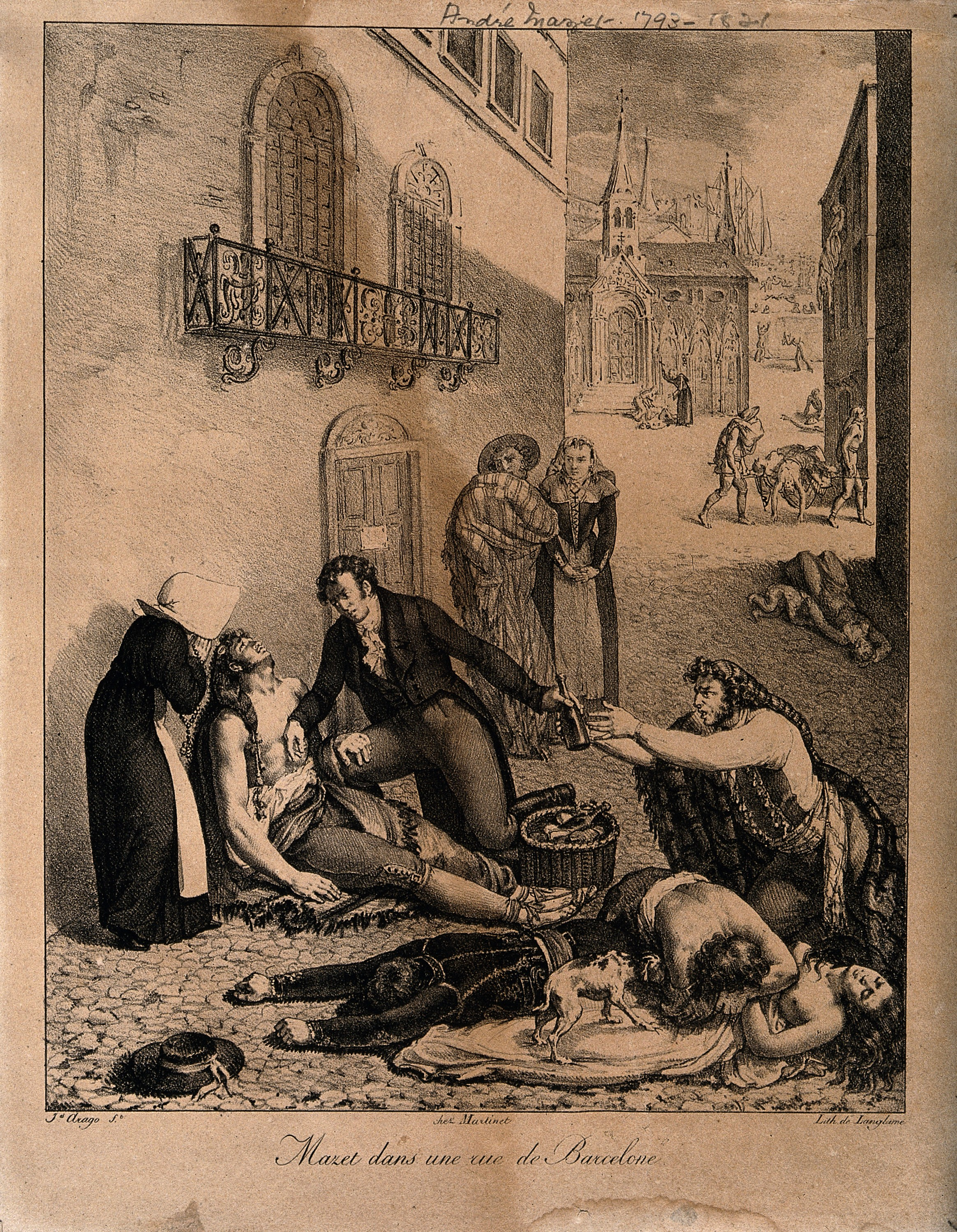
اندلاع الحمى الصفراء في برشلونة عام 1821

تعود الأصول التطورية للحمى الصفراء على الأرجح إلى أفريقيا. تشير التحليلات السلالية إلى أن الفيروس نشأ من شرق أو وسط أفريقيا، وانتقل بين الرئيسيات والبشر، وانتشر من هناك إلى غرب أفريقيا. قدم الفيروس بالإضافة إلى ناقله وهو الزاعجة المصرية، نوع من أنواع البعوض، إلى نصف الكرة الأرضية الغربي والأمريكتين عن طريق سفن تجارة الرقيق من أفريقيا بعد الاستكشاف الأوربي الأول عام 1492.
وقعت أولى حالات تفشي المرض الذي يُشتبه بكونه الحمى الصفراء في جزر ويندوارد في منطقة البحر الكاريبي، في بربادوس بتاريخ 1647 وغوادلوب في عام 1648. مرت بربادوس بتحول بيئي حين أدخل الهولنديون زراعة السكر إليها. اختفت الغابات الوفيرة التي كانت موجودة في أربعينيات القرن السابع عشر اختفاءً تامًا بحلول ستينات القرن نفسه. بحلول بداية القرن الثامن عشر، حدث نفس التحول المتعلق بزراعة السكر في جزر أكبر وهي جامايكا وهيسبانيولا وكوبا. سجل المستعمرون الإسبان تفشي مرض يُشتبه بكونه الحمى الصفراء في عام 1648 في شبه جزيرة يوكاتان المكسيكية. أطلق شعب المايا على المرض اسم زيكيك (أي القيء الأسود).
تلا ذلك ما لا يقل عن 25 حالة تفشي كبيرة في أمريكا الشمالية، كما حدث في عام 1793 في فيلادلفيا، إذ توفي عدة آلاف من الناس، وقُدرت نسبتهم بأكثر من تسعة في المئة من مجموع السكان. اضطرت الحكومة الأمريكية وعلى رأسها جورج واشنطن إلى الخروج من المدينة، التي كانت عاصمة الولايات المتحدة آنذاك. في عام 1878، توفي نحو 20,000 شخص في وباء ضرب مدن وادي نهر المسيسيبي وروافده. حدث آخر انتشار كبير في الولايات المتحدة في عام 1905 في نيو أورولينز. حدثت حالات تفشي كبيرة أيضا في أوروبا القرن التاسع عشر في موانئ الأطلسي بعد وصول السفن الشراعية من منطقة البحر الكاريبي، من هافانا على الأغلب. تفشى المرض أيضًا في برشلونة في إسبانيا في أعوام 1803، 1821، 1870. في التفشي الأخير، سُجلت 1235 حالة وفاة من بين ما يقدر بنحو 12000 حالة. حدثت حالات أصغر في سان نازير في فرنسا وسوانزي في ويلز وفي مدن الموانئ الأوروبية الأخرى عقب وصول السفن التي تحمل البعوض الناقل.
ذُكر المرض لأول مرة باسم «الحمى الصفراء» في عام 1744. أصيب به العديد من المشاهير خلال القرن الثامن عشر وحتى القرن العشرين، وتعافوا منه أو ماتوا بسببه.

## فيلادلفيا 1793-1805
ضرب وباء الحمى الصفراء عام 1793 خلال الصيف في فيلادلفيا، بنسلفانيا، حيث سُجل أعلى معدل وفيات في الولايات المتحدة. يُرجح أن المرض جاء مع اللاجئين والبعوض على متن سفن القادمة من سانتو دومينغو. انتشر المرض بسرعة في المدينة الساحلية، في الجادات المزدحمة على طول نهر ديلاوير. توفي حوالي 5000 شخص، أي عشرة في المئة من السكان البالغ عددهم 50 ألف نسمة. كانت المدينة آنذاك العاصمة الوطنية، وغادرت الحكومة الوطنية المدينة، وعلى رأسها الرئيس جورج واشنطن. عانت فيلادلفيا وبالتيمور ونيويورك من أوبئة متكررة في القرنين الثامن عشر والتاسع عشر، حالها حال مدن أخرى على طول السواحل الشرقية والخليجية.
في ذلك الوقت، عد الناس الحل المعروف للشفاء طويلًا ومضجرًا إذ كان من المتوقع أن يحتاج المرضى إلى تناول أدوية مرة واستنشاق هواء الريف بعيدًا عن منطقة العاصمة من أجل الشفاء. مع ذلك، كان المواطن العادي يسعى للحصول على المساعدة الطبية من مستشفى بنسلفانيا عادةً. عامًا بعد عام منذ 1793، عادت الحمى الصفراء إلى المدن الرئيسية على طول الساحل الشرقي بما في ذلك فيلادلفيا تاركةً المحققين بلا حيلة فيما يتعلق بالتقدم المحرز في البحث عن سبب الحمى الصفراء. أدى انتشار الحمى الصفراء خلال هذه الحقبة إلى مقتل أكثر من 10000 شخص بدءًا من عام 1793، إذ مات حينها ما يقارب نحو 5000 شخص، وضرب مرة أخرى في عام 1797 ليبلغ عدد الوفيات نحو 1500 شخص، وتفشى مجددًا في العام التالي في 1798 ما أسفر عن وفاة 3645 شخصًا.

### الأسباب المحتملة
مع انتشار الحمى الصفراء في عام 1793، استغل الأطباء آنذاك زيادة عدد المرضى لزيادة معرفتهم بالأمراض مثل انتشار الحمى الصفراء، ما ساعد على التفريق بين أمراض أخرى كانت سائدة في تلك الفترة الزمنية مثل الكوليرا والحمى التيفية اللذين مثلا الوباءين الرئيسيين آنذاك. تحرى الأطباء والأشخاص المعنيون السبب وراء حدوث الحمى الصفراء، واشتُقت فرضيتان رئيسيتان من البيانات المربكة التي جمعوها. اقترحت الفرضية الأولى أن المرض معدي، إذ ينتشر عبر التماس بين الناس، نظرًا لانتشار المرض من السفن القادمة من الجزر الكاريبية الموبوءة إلى المدن الكبرى. تنص الفرضية الثانية على أن المرض قادم من مصادر محلية وتقترح أن التماس معهم تسبب في المرض بدلًا من الانتشار مع الناس نظرًا لأن الحمى الصفراء انتشرت في المدن الكبرى أكثر من المناطق الريفية.

## هايتي: 1790-1802
توفى غالبية الجنود البريطانين من المرض، وخاصة الحمى الصفراء وارسل إلى هايتي في تسعينات القرن التاسع عشر . كان هناك جدل كبير حول ما إذا كان عدد الوفيات بسبب المرض كان مبالغا فيه .
في عام 1802-1803 ، أرسل القننصل الأول جيشا قوامه أربعون ألفا نابليون بونابرت من فرنسا إلى سانت دومينغ لقمع الثورة الهايتية التي قادها العبيد، تم القضاء عليها من قبل وباء الحمى الصفراء ( من بين الضحايا كان قائد الحملة وصهر بونابرت، تشارلز لزكلير) . يعتقد بعض المؤرخين أن نابليون كان ينوي ذلك الاستخدام الجزيرة كنقطة انطلاق لغزو الولايات المتحدة من خلال لويزيانا (ثم استعادتها حديثا الفرنسية من الإسبانية ) . يعتقد آخرون أنه كان كذلك الأكثر عزما على استعادة السيطرة على السكر المربح الإنتاج والتجارة في سانت . فقط ثلث نجت القوات الفرنسية من العودة إلى فرنسا، وفي عام 1804 أعلنت جمهورية هايتي الجديدة استقلالها .

## سافانا، جورجيا: 1820
توفى ما يقرب من 700 شخص في سافانا، جورجيا، بسبب الحمى الصفراء في عام 1820 ، بما في ذلك طبيبان ممحليان فقد حياتهما رعاية المرضى . 16 اندلاع على متن سفينة المهاجرين مع السكان الأصليين الأيرلنديين في عام 1918 أدى إلى تمرير قانون لمنع وصول سفن المهاجرين، والتي لم تمنع الوباء حيث 23% من الوفيات كانت بسبب المعارضة الأيرلندية . تبع ذلك العديد من الأوبئة الأخرى، بما في ذلك 1854 ،1876.

## نيو أورلينز، لويزيانا: 1853
أدى اندلاع عام 1853 إلى مقتل 7849 من سمان نيوأورلينز . الصحافة ومهنة الطب لم تنبه المواطنين تفشي المرض حتى منتصف يوليو، بعد أكثر من مرة مات بالفعل ألف شخص . نيو اورليانز يخشى مجتمع الأعمال من أن كلمة الوباء ستحدث تسبب في الحجلر الصحي على المديتة وتجارتها سيعاني في مثل هذه الأوبئة، كانت البواخر تحمل في كثير من الأحيان الركاب والمرض من نيو أورليانز إلى أخرى مدن على طول نهر المسيسبي .
تم تصوير الوباء بشكل درامي وظهر في مؤامرة 1938 فيلم بطولة بيت ديفيس.
كانت الحمى الصفراء تهديدا في نيو أولينز وجنوب لويزيانا تقريبا كل عام، خلال الأشهر دفئا . بين ال وكان أبرز الضحايا : الحاكم الاستعماري الإسباني مانويل جايوسو دي ليموس 1799 ، الزوجة الأولى والثانية (د.1804,1809) للحاكم الأقليمي ويليام سي .كليبورن وابنته الصغيرة (1804) واحدة من نيو أورلينز أهم مخططي المدن الأوائل بارتيليمي لافون (1820) ، المهندس المعماري بنيامين هنري لاتروب وأحد أبنائه (1820,1817 على التوالي ) ، الذين كانوا في نيو أوليانز في بناء أول محطات المياه في المدينة، جيسي بيرتون هاريسون (1841) ، شاب المحامي والمؤلف العميد الكونفدرالي . الجنرال يونغ مارشال مودي (1866) ، المهندس المعماري جيمس جاليير الابن (1868) والكزنفدرالية الفتناتت جنرال جون بيل هود وزوجته وابنه (1879) .